# (137170) 1999 HF1
(137170) 1999 HF1 is de grootste tot dusver bekende Aten-planetoïde met zijn diameter van 3,73 kilometer. De planetoïde heeft een rotatietijd van 2,319 uur. Hij heeft ook een maan. Die heeft een doorsnede van 800 meter.
(137170) 1999 HF1 is in 1999 ontdekt door Lowell Observatory Near-Earth-Object Search.